# Chorizopes congener
Chorizopes congener är en spindelart som beskrevs av O. Pickard-Cambridge 1885. Chorizopes congener ingår i släktet Chorizopes och familjen hjulspindlar. Inga underarter finns listade i Catalogue of Life.